# سواردستون
سواردستون (به انگلیسی: Swardeston) یک روستا و محله مدنی در بریتانیا است که در South Norfolk واقع شده‌است. سواردستون ۳٫۹۵ کیلومتر مربع مساحت و ۶۱۹ نفر جمعیت دارد.